# Lucien Hauman
Lucien Leon Hauman-Merck (2 de juliol de 1880 - 16 de setembre de 1965) va ser un botànic, micòleg i briòleg belga que va desenvolupar la seva carrera professional a l'Argentina

## Carrera
Lucien Hauman va arribar a l'Argentina l'any 1904 i va ser professor a la llavors recentment creada Facultat d'Agronomia i Veterinària de la Universitat de Buenos Aires fins al 1925. A la càtedra de la Universitat de Buenos Aires va generar a partir de l'any 1904 noves línies de recerca a les àrees de taxonomia, fisiologia vegetal, fitopatologia i microbiologia agrícola.
Va fer estudis fitogeogràfics, i monografies sobre la regió de Rio Negro (1913), sobre la selva Valdiviana (1916) i sobre l'alta Serralada de Mendoza (1918). Va publicar nombrosos treballs de recerca, contribuint a la formació de nombrosos botànics argentins, entre ells Luis H. Irigoyen.
Va fer viatges de recol·lecció de plantes a l'Argentina, Paraguai, Xile, República Democràtica del Congo, i a Uruguai.

## Honors

### Epònims
El Jardí Botànic Lucien Hauman de la UBA porta el seu nom en honor seu.
Gèneres
- (Lamiaceae) Haumaniastrum P.A.Duvign. & Plancke[1]
- (Marantaceae) Haumania J.Léonard[2]

Espècies
- (Bromeliaceae) Deuterocohnia haumanii A.Cast.[3]
- (Caryophyllaceae) Silene haumanii Bocquet var. densa Bocquet[4]
- (Chenopodiaceae) Chenopodium haumanii Ulbr.[5]
- (Dioscoreaceae) Dioscorea haumanii Xifreda[6]
- (Poaceae) Paspalum haumanii Parodi[7]
- (Vitaceae) Cyphostemma haumanii (Dewit) Desc.[8]

## Obra
- La forêt valdivienne et ses limites : notes de botanique, 1916
- La végétation des hautes cordillères de Mendoza, 1919
- Bibliografía botánica argentina", 1922
- Les hordum spontanés,
- Catalogue des phanérogames de l'Argentine, 1923
- Notes sur le saule sud-amerícain, 1923
- Les modifications de la flore Argentine sous l'action de la civilisation, 1926
- Catalogue des ptéridophytes et phanérogames de la flore belge, 1934 amb S. Balle[10]